# Каліївська сільська рада
Калі́ївська сільська́ ра́да — колишній орган місцевого самоврядування в Шосткинському районі Сумської області. Адміністративний центр — село Каліївка.

## Загальні відомості
- Населення ради: 321 особа (станом на 2001 рік)

## Населені пункти
Сільській раді були підпорядковані населені пункти:
- с. Каліївка
- с. Гудівщина

## Склад ради
Рада складалася з 12 депутатів та голови.
- Голова ради: Осипенко Надія Василівна

### Керівний склад попередніх скликань
| Прізвище, ім'я, по батькові | Основні відомості                                                                       | Дата обрання | Дата звільнення |
| --------------------------- | --------------------------------------------------------------------------------------- | ------------ | --------------- |
| Осипенко Надія Василівна    | Сільський голова, 1963 року народження, освіта середня спеціальна, позапартійна         | 26.03.2006   | 31.10.2010      |
| Осипенко Надія Василівна    | Сільський голова, 1963 року народження, освіта середня спеціальна, член Партії регіонів | 31.10.2010   |                 |

Примітка: таблиця складена за даними сайту Верховної Ради України

## Населення
Згідно з переписом УРСР 1989 року чисельність наявного населення сільської ради становила 414 осіб, з яких 159 чоловіків та 255 жінок.
За переписом населення України 2001 року в сільській раді мешкало 317 осіб.

### Мова
Розподіл населення за рідною мовою за даними перепису 2001 року:
| Мова       | Відсоток |
| ---------- | -------- |
| російська  | 91,28 %  |
| українська | 8,72 %   |